# Himério de Atenas
Himério (em latim: Himerius) foi um sofista romano de origem grega do começo do século IV, que floresceu durante o reinado dos imperadores Constâncio II (r. 337–361) e Juliano, o Apóstata (r. 361–363).

## Vida
Himério era filho do reitor Aminias e nativo de Prusa, na Bitínia. Estudou em Atenas, onde mais tarde atuou como sofista. Muitos de seus discursos foram entregues na cidade ou em outros lugares na Acaia. É possível que reteve a posição de professor e em 355 lecionou para Basílio e Gregório. Por sua rixa com Proerésio, deixou Atenas no reinado de Juliano e não retornou até a morte de Proerésio. Ele morreu na velhice no final do século IV, sofrendo de epilepsia e cegueira.
Himério era casado e sua esposa descendia dos filósofos e oradores Minuciano, Nicágoras, Plutarco, Musônio e Sexto. Eles tiveram um filho, chamado Rufino, que nasceu em Atenas e morreu jovem após mostrar grande promessa como orador. Ele também teve uma filha que viveu para além dele. Himério reteve considerável propriedade, incluindo propriedades na Armênia e talvez Trácia (próximo ao rio Melas). Ele foi mencionado nas epístolas 469, 742 e 838 do sofista Libânio. O título de 75 discursos e declamações suas são conhecidos e muitos ainda existem parcial ou integralmente. Estes, com outros fragmentos, foram publicados em Orações, editado por Colonna em Roma em 1951.